# Heilung eines Gelähmten
|  | Dieser Artikel wurde aufgrund von akuten inhaltlichen oder formalen Mängeln auf der Qualitätssicherungsseite des Portals Christentum eingetragen. Bitte hilf mit, die Mängel dieses Artikels zu beseitigen, und beteilige dich bitte an der Diskussion. |

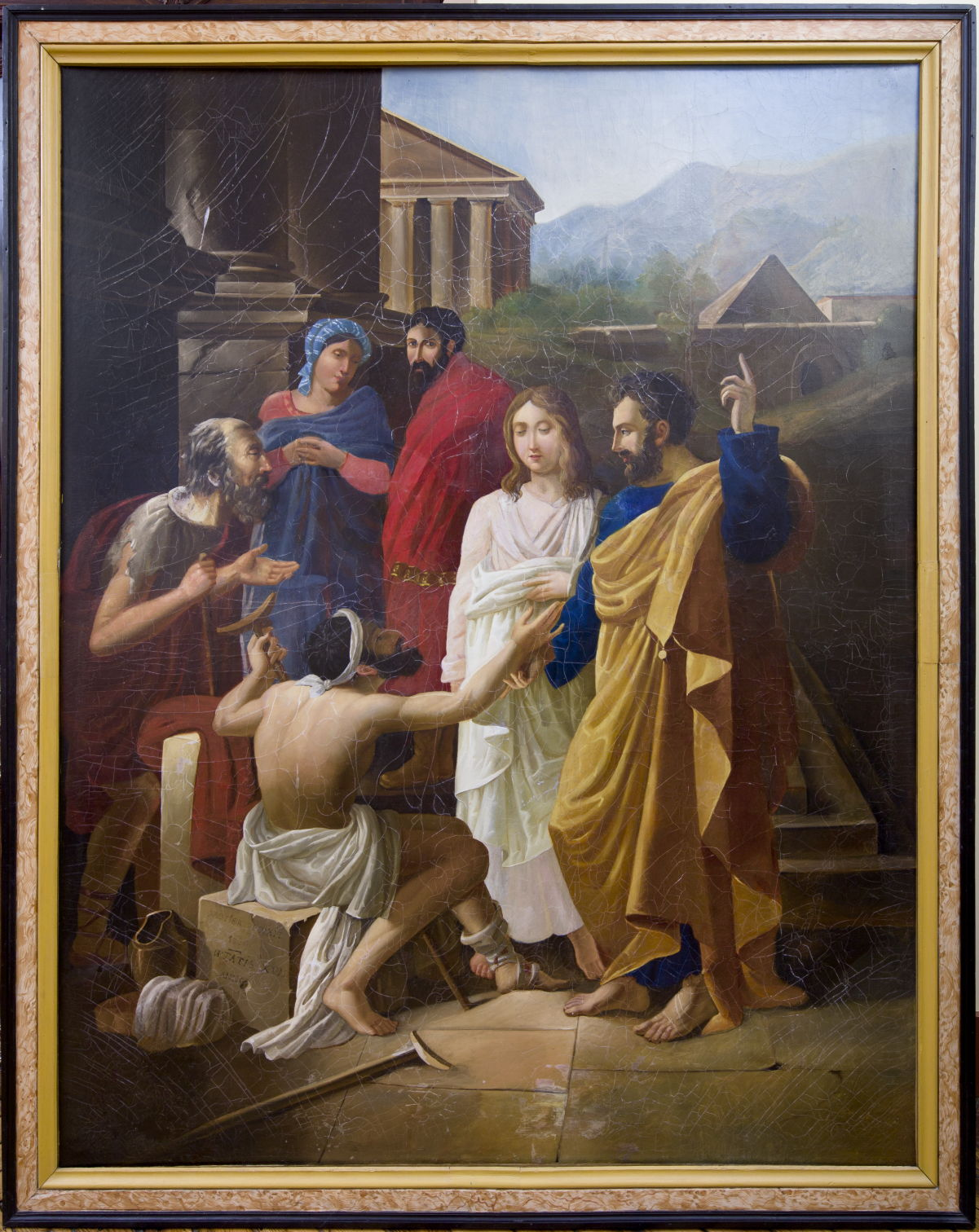
Heilung des Lahmen

Die Heilung eines Gelähmten bezeichnet verschiedene neutestamentliche Wundererzählungen.

## Sündenvergebung und Heilung eines Gelähmten
Die Heilung eines Gelähmten durch Jesus mit vorausgehender Sündenvergebung wird in den drei synoptischen Evangelien erzählt.

### Markus 2,1–12

#### Einordnung
Die Perikope Mk 2,1–12  findet sich im ersten Hauptteil des Markusevangeliums „Jesu Wirken innerhalb und außerhalb Galiläas“ (Mk 1,1–8,26), innerhalb dessen sie sich unter der Überschrift „Galiläische Streitgespräche“ den Abschnitt Mk 2,1–3,6 einleitet. Dabei handelt es sich um eine Zusammenstellung von fünf Geschichten, die im Todesbeschluss in Mk 3,6  gipfelt. Hier entzieht sich Jesus nicht mehr der Öffentlichkeit, sondern sucht sie, wodurch es zu Konflikten mit seinen Gegnern kommt.
Gerhard Maier ordnet die  Perikope zwar in den Zusammenhang von Mk 1,14–2,28 ein, erkennt sie aber trotzdem als Anfang des Mittelteils des Evangeliums an, in dem Kämpfe und Auseinandersetzungen im Mittelpunkt stehen.

#### Erzählung
Mk 2,1 f  beschreibt die Situation in der Vergangenheitsform: Jesus befindet sich in Kapernaum in einem Haus, wo der Andrang um ihn herum so groß ist, dass es im Haus keinen Platz mehr gibt.
Die eigentliche Erzählung beginnt in V. 3 und geht mit einem Zeitwechsel in die Gegenwart einher: Vier Menschen bringen einen Gelähmten zu Jesus. Die Ursache für die Lähmung wird nicht genannt, möglicherweise handelte es sich dabei um einen Gichtbrüchigen. Weil sie durch die Menge nicht zu ihm kommen, decken sie das Dach ab und lassen ihn auf der Matte direkt vor Jesus ab (Mk 2,3 f ). Solche Deckenbrüche sind aus der Antike für Notfälle bekannt. Ob es sich hier, wie meist angenommen wird, um ein Lehmdach handelt, oder wie in der lukanischen Parallelerzählung um ein Ziegeldach lässt sich aus dem Wortlaut nicht mit Sicherheit ableiten.
Jesus sieht ihren Glauben (V. 5a). Ob hier der Glaube der Gefährten gemeint ist, oder ob mit Johannes Calvin und Johann Albrecht Bengel der Glaube des Gelähmten miteinzuschließen ist, bleibt unklar. Als Reaktion auf den gesehenen Glauben erklärt Jesus dem Gelähmten: „Mein Sohn, deine Sünden sind dir vergeben!“ (Mk 2,5 ).
An dieser Stelle werden in der Erzählung erstmals die Schriftgelehrten genannt. Da vor dem Jahr 70 n. Chr. kein organisiertes Pharisäertum oder Schriftgelehrtentum außerhalb Jerusalems bekannt ist, ist davon auszugehen, dass es sich bei ihnen um eine Art Untersuchungskommission handelte, die Jesu Lehre kontrollieren sollte. Hinter Jesu Sündenvergebung sehen sie Gotteslästerung (Mk 2,6 f ), die nach Lev 24,16  mit dem Tode zu bestrafen ist.
In Mk 2,8 f  erkennt Jesus die Gedanken τῷ πνεύματι αὐτοῦ tō pneúmati autoû „in seinem Geist“, was hier wohl in Anlehnung an Mk 1,8.10  ein Geistwirken meint. Er spricht die Schriftgelehrten darauf an und nutzt die bekannte rabbinische Lehrmethode des Rückschlusses vom Leichteren auf das Schwerere (a minori ad maius), die im Evangelium an zwei weiteren Stellen vorkommt. Während Jesus bei beiden anderen Erwähnungen die Antwort selbst gibt, überlässt er sie hier den Schriftgelehrten. Als Zeichen seiner Vollmacht fordert Jesus den Gelähmten nun auf, aufzustehen (Mk 2,10 f ), was dieser auch tut (Mk 2,12a ). Während die Perikope über die Reaktion des Geheilten schweigt, nennt sie lediglich die der Menge, die sich entsetzt und Gott für das nie gesehene Wunder preist (V. 12b)
William Barclay unterteilt die Perikope in zwei Abschnitte: Mk 2,1–5  „Glaube, der sich nicht verleugnen lässt“ und Mk 2,6–5  „Ein unwiderlegliches Argument“.
Die literarische Einheit der Perikope ist umstritten. Gelegentlich wird angenommen, dass das Streitgespräch in V. 5b–10 erst später ergänzt wurde. Der Titel ὁ υἱὸς τοῦ ἀνθρώπου ho hyiòs toû anthrópou „Menschensohn“ wird teils als späterer Zusatz angesehen.

#### Deutung
Wichtig für das Verständnis der Perikope ist der damals im Judentum angenommene Zusammenhang von Leid und Schuld. Krankheit wurde als Sündenstrafe angesehen. Diesen Zusammenhang wies Jesus wiederholt zurück. Lediglich an zwei Stellen im Neuen Testament stellt er im Zusammenhang einer Heilung die Schuldfrage. Hier vor der Heilung und in Joh 5,14  nach der Heilung, so erscheint die Vergebung hier als das eigentliche Hauptwort. Auch Gerhard Maier nimmt an, dass für Jesus die Sündenvergebung von größerer Bedeutung als die Heilung war. Andere Ausleger weisen auf die Einstellung des Gelähmten hin, der möglicherweise durch seine Lage durch den Zusammenhang von Sünde und Krankheit für so aussichtslos hielt, dass die Sündenvergebung ihm erst Hoffnung auf Heilung gibt. Durch diesen angenommenen Zusammenhang bekommt die Heilung zur Überprüfbarkeit der Vergebung ein neues Gewicht: Die vollzogene Sündenvergebung zeigt sich für die Schriftgelehrten in der Heilung und die Heilung lässt sich für sie nicht ohne Sündenvergebung denken. Gleichzeitig wird so die geistliche Vollmacht Jesu sichtbar. Gemäß Jes 35,6  zeigt die Heilung Lahmer die Ankunft der messianischen Zeit.
Die Sündenvergebung wird hier als Totenauferweckung dargestellt. Bereits ab V. 6 wird die Passionstheologie deutlich. In seiner völligen Passivität ist der Gelähmte wie tot. Dass die Ursache der Lähmung nicht genannt wird, weist darauf hin, dass nicht die medizinischen Hintergründe im Mittelpunkt stehen, sondern die Hilflosigkeit und Bewegungslosigkeit. Die dreimalige Auferstehungsvokabel ἐγείρω egeírō „aufstehen“ setzt einen österlichen Rahmen. Das Heilungs- und Vergebungswort hängen sinnvoll zusammen: Durch die Heilung entfalten sich die Kräfte und Tendenzen der Vergebung, nämlich Auferstehungskräfte und umfassendes Leben.
Im Zusammenhang mit der Passionstheologie steht ebenfalls der Titel des Menschensohns in V. 10. Die Verwendung in der Öffentlichkeit außerhalb der Jüngerbelehrung durchbricht hier das Konzept des Messiasgeheimnisses. Eine Alternative zur Einordnung als späterer Zusatz stellt die Überlegung dar, dass „Menschensohn“ damals keine übliche Titulatur darstellte. Die Bezeichnung entsprach nicht der damals vorherrschenden Heilserwartung. Nur wenige Kreise nutzten sie als Hoheitstitel, sodass der titulare Sinn an den damaligen Hörern vorbeigehen konnte. Im Markusevangelium impliziert der Titel des Menschensohns immer, dass er um Gottes Willen in die tiefste Niedrigkeit hinabsteigt. Hier besteht diese Niedrigkeit darin, dass Jesus sich um Gotteslästerer erklären lässt. Nach alttestamentlichen Geboten geht damit die Todesstrafe einher, sodass schon hier der Kreuzestod durchklingt. In diese Opferexistenz hinein spricht Jesus das Vergebungswort. Für die Juden, die die Gewissheit der Vergebung erst mit der Endabrechnung vor Gottes Thron bekamen, eine ungeheuerliche Theologie mit endzeitlichen Anklängen.
Der volle Ausdruck der Sündenvergebung wird an vier Stellen der Perikope genannt (V. 5, 7, 9, 10). Die Vergebung spricht Jesus dem Gelähmten in Form des Passivum Divinum zu. Dieses beschreibt das geheimnisvolle, endzeitliche Handeln Gottes. Liegt Gottes Vergebung nach jüdischer Vorstellung in der Zukunft, weitet Jesus hier das Heilshandeln auf die Gegenwart aus. Nach damaliger Vorstellung wurde die Sündenvergebung noch nicht einmal dem Messias zugeschrieben. Da nur „der eine Gott“ vergeben kann – hier findet sich eine Anspielung auf das Schma Jisrael –, stellt Jesus sich durch die von ihm zugesprochene Vergebung neben Gott anstatt unter die Tora. Die Majestät Gottes anzutasten galt damals als todeswürdige Gotteslästerung, auch wenn dabei der Name Gottes nicht explizit verflucht wurde. Sowohl die Vergebung als auch die Heilung kann nur Gott zusprechen. Selbst die Bitte um Heilung erhört Gott nur, wenn sie von einem Gerechten vorgetragen wird. Somit bringt die Heilung den Beweis dafür, dass Jesus kein Gotteslästerer ist. Das Vergebungswort Jesu lässt sich auf dreifache Weise deuten: 1) Jesus versichert dem Gelähmten, was Gott bereits gewährt hat; 2) Jesus handelt als Stellvertreter Gottes; 3) In Jesu Worten erkennen wir, wie Gott sich dem Menschen gegenüber verhält, nämlich in einer Haltung vollkommener Liebe.
Dass Jesus den Glauben der Gefährten des Gelähmten sieht, meint ein physisches Sehen, was sich darin zeigt, dass die sonst übliche Ergänzung „im Geist“ fehlt. Auch wenn der Glaube an sich unsichtbar bleibt, lassen sich jedoch seine Auswirkungen sehen. In diesem Fall zeigen sie sich in den Taten der Gefährten, die sich von der Menschenmenge und dem Dach nicht aufhalten lassen, den Gelähmten zu Jesus zu bringen. Dass der Glaube der Gefährten Jesus zum Handeln veranlasst, weist auf einen fürbittenden, nicht einen stellvertretenden Glauben hin. Der Glaube ist bei Markus ein nie tatenloses, ggf. aber wortloses Bitten dar, das vom Vertrauen auf Gottes machtvolle Hilfsbereitschaft getragen wird. Meist entsteht der Glaube erst an und durch Jesus. Er stellt immer schon ein erstes Wunder dar.

### Matthäus 9,1–8

#### Einordnung
Die Perikope findet sich in Erzählblock Mt 8,1–9,34 „Die Wundertaten Jesu“ Gerhard Maier ordnet die Erzählung in den Zusammenhang von Mt 4,12 bis 11,1 „Die Frühzeit des Wirkens Jesu“ ein. Innerhalb des Evangeliums gehen der Perikope bereits Heilungen von Gelähmten voraus, die in Mt 4,24  zusammengefasst genannt werden.

#### Unterschiede gegenüber dem Bericht bei Markus
In Mt 9,1  wird der Ort der Handlung als τὴν ἰδίαν πόλιν tèn idían pólin „seine eigene Stadt“ bezeichnet, was einige Ausleger zur Annahme führt, Kapernaum sei Jesu überwiegender Aufenthaltsort gewesen. Anders als die Parallelerzählungen berichtet Matthäus nicht von einem aufgedeckten Dach.
Mit der Wendung καὶ ἰδοὺ kaì idoù „und siehe“ leitet der Evangelist die Sündenvergebung als etwas Plötzliches, Unvorhergesehenes ein (Mt 9,2 ). Vor dem Zuspruch der Sündenvergebung ermutigt Jesus den Gelähmten (θάρσει thársei „sei voller Mut!“; V. 2b). Wie auch in den vorherigen Heilungserzählungen im Matthäusevangelium kommt es auf die persönliche Beziehung zu Jesus an, wie zeigt, dass die Vergebung vor der Heilung erfolgt. Der zentrale Punkt der Sündenvergebung kommt hier erstmalig vor.
Die Gedanken der Pharisäer „sieht“, altgriechisch ἰδὼν idòn, Jesus (V. 4a). Dasselbe Verb verwendet Matthäus in Bezug auf die Erkenntnis der Vollmacht Jesu durch die Pharisäer (ἵνα δὲ εἰδῆτε hína dè eidête „damit ihr aber seht“; V. 6a).
Die Ankündigung lässt die Heilung zu einer unwiderleglichen Beweisführung werden. Sünden entlassen kann nur der, gegen den sie begangen wurden, also Gott im Himmel. Durch die Wendung ἐπὶ τῆς γῆς epì tês gês „auf der Erde“ in V. 6 erklärt Jesus sich als Menschensohn zu seinem Stellvertreter.
Als Reaktion auf die Heilung zeigt das Volk Furcht und preist Gott (V. 8a). Anders als Markus nennt Matthäus keinen Wortlaut des Preises. Er erklärt den Gotteslob damit, dass Gott solche Macht den Menschen gegeben hat (V. 8b).

### Lukas 5,17–26

#### Einordnung
Im Lukasevangelium findet sich die Heilungserzählung im Abschnitt „Das Wirken Jesu in Galiläa“ (Lk 4,14–9,50). Innerhalb dieses Abschnitts zählt sie zum dritten von sieben Unterabschnitten „Weiteres Wunderwirken des Christus und seine Gegner“ (Lk 5,12–6,11).

#### Unterschiede gegenüber dem Bericht bei Markus
Lukas ist der einzige der drei Evangelisten, der die Anwesenheit jüdischer Theologen schon vor der Sündenvergebung nennt (V. 1). Dafür verwendet er die Bezeichnung „Gesetzeslehrer“, altgriechisch νομοδιδάσκαλοι nomodidáskaloi, anstelle von γραμματεῖς grammateîs „Schriftgelehrte“ und ergänzt die Pharisäer.
Lk 5,19  beschreibt, dass es sich um ein Dach mit Ziegeln handelte, dass die Männer aufdeckten.
Bei Lukas redet Jesus den Gelähmten mit ἄνθρωπε ánthrōpe „Mensch“ an, nicht mit τέκνον téknon „Kind“ wie bei Markus und Matthäus.
Anders als bei Matthäus und Markus geraten die Schriftgelehrten und Pharisäer untereinander ins Gespräch über die vermeintliche Gotteslästerung durch Jesus (V. 21).
Innerhalb des Lukasevangeliums findet sich in V. 24 die erste Verwendung des Titels „Menschensohn“. Im Gegensatz zum Titel Gottessohn wird hier das Verhältnis Jesu zur Menschheit ausgedrückt. Er ist ihr Anwalt und Befreier, der in der Wegnahme der menschlichen Schuld göttlich handelt.
Die Heilung wird von der Menge in V. 26 als παράδοξα parádoxa „ungeheuerlich“ beschrieben.

### Liturgischer Gebrauch
In der Perikopenordnung der Evangelischen Kirche in Deutschland findet sich Mk 2,1–12  in der vierten Predigtreihe des 19. Sonntags nach Trinitatis. Die Erzählung stellt gleichzeitig die Evangeliumslesung des Sonntags dar. Das Proprium lautet „Heilung erfahren (Heilung an Leib und Seele)“. Die liturgische Farbe ist grün.

## Heilung am Teich Bethesda (Joh 5,1–18)

### Einordnung
Im Johannesevangelium findet sich die Heilung eines Gelähmten (Joh 5,1–18 ) im ersten der beiden Hauptteil „Das Wirken des Offenbarers in der Welt“ (Joh 1,19–12,50) im Unterabschnitt „Jesu erste Auseinandersetzungen mit den Juden“ (Joh 5,1–47 ).
Es handelt sich bei der Heilung eines Gelähmten um das dritte der sieben Zeichen Jesu im Johannesevangelium, wird jedoch nicht als solches benannt.
Der genaue Umfang der Perikope ist umstritten. Während die Elberfelder Bibel und Schlachter 2000 sie von V. 1 bis 16 bemessen, beenden die Wuppertaler Studienbibel und Luther 2017 sie erst nach V. 18. Gerhard Maier sieht die Heilungserzählung schon in V. 9 beendet und fasst V. 10 bis 47 als Diskussionen im Anschluss der Heilung zusammen. William Barclay unterteilt die Perikope in zwei Abschnitte: „Heilung eines Kranken am Teich Bethesda“ (Joh 5,1–9 ) und „Als Heilender dennoch verhasst“ (Joh 5,10–18 ).

### Erzählung
In Joh 5,1  wird berichtet, dass Jesus zu „einem“ – andere Handschriften schreiben „dem“ – Fest der Juden nach Jerusalem zog. Dies entsprach dem alttestamentlichen Gebot (vgl. Dtn 16,16 ), zu den drei großen Wallfahrtsfesten zum Tempel zu gehen. Beim hier genannten Fest handelte es sich vermutlich um das Laubhüttenfest. Hier wird zum zweiten Mal im Evangelium von einer Reise Jesu nach Jerusalem berichtet.
In Jerusalem kommt Jesus zum Teich Bethesda, an dem Kranke lagern (V. 2 f). Bei Joh 5,4  handelt es sich um eine nachträglich eingeführte Glosse, die aufgrund von volkstümlichen Überlieferungen die Anwesenheit der Kranken und die Überlegungen des Menschen in V. 7 erklären. Der Teich Bethesda wurde im 20. Jahrhundert in Jerusalem entdeckt und ausgegraben.
Jesus sieht dort einen Menschen, der seit 38 Jahren krank ist (V. 5 f). Um welche Krankheit es sich genau handelt, wird nicht genannt, V. 7 f weisen jedoch darauf hin, dass es sich um eine Gehbehinderung handelte. Vermutlich war er eher „lahm“ als vollständig gelähmt. Auf die, Frage, ob er gesund sein möchte (V. 6), antwortet der Kranke, dass er niemanden hat, der ihm zum Wasser hilft (V. 7). Diese Antwort zeigt die Verlorenheit des Menschen.
Die Heilung erfolgt in V. 8 f: Jesus fordert den Kranken auf, aufzustehen, sein Bett zu nehmen und zu gehen. Dies entspricht fast wörtlich dem Befehl in Mk 2,11 . Im Gehorsam gegenüber der Aufforderung vollendet sich die Heilung (V. 9). Erst in einem Nachschub erfährt der Leser, dass dies an einem Sabbat geschah (V. 9b).
Der Geheilte wird daraufhin durch gesetzeskundige Juden – ob es sich hier um Pharisäer oder Schriftgelehrte handelt, wird nicht gesagt – verwarnt, da es ihm im Zusammenhang des Sabbatgebots verboten ist, sein Bett zu tragen (V. 10). Der Geheilte verweist daraufhin auf den Befehl Jesu, durch dessen Ausführung sich die Heilung vollzog. Auf die Rückfrage hin kann er jedoch keine Auskunft über die Identität Jesu geben, da Jesus weggegangen war (Joh 5,12 f ).
In V. 14 kommt es zu einer Begegnung Jesu und des Geheilten im Tempel. Letzterer wollte dort vermutlich Gott danken. Jesus spricht den Geheilten an. Ein vermutlich längeres Gespräch wird von Johannes nur verkürzt wiedergegeben. Jesus identifiziert sich nicht direkt, sondern spricht passivisch von der Heilung („du bist gesund geworden“), um sie so als von Gott geschenkt zu benennen (V. 14a). Er fordert den Geheilten nun auf, in Zukunft nicht mehr zu sündigen, damit ihm nichts Schlimmeres zustoße (V. 14b). Dies verweist darauf, dass die Heilung zugleich Vergebung war und mit ihr ein neues Leben des Geheilten begann. Die konkrete Sünde bzw. der konkrete Zusammenhang zwischen Krankheit und Schuld wird hier jedoch nicht explizit benannt.
Der Geheilte informiert daraufhin die Juden, dass Jesus derjenige war, der ihn geheilt und ihm den Befehl zum Tragen des Bettes gab (V. 15). Der Grund dafür bleibt unklar, vielleicht wollte er den Vorwurf der Sabbatschändung endgültig von sich abweisen.
Dies führt in V. 16 zum Tötungsbeschluss gegenüber Jesus, weil dieser den Sabbat brach. In Folge des Beschlusses scheint es zu einer Art Verhör Jesu gekommen zu sein, in dem er sich verteidigt (V. 17). Er erklärt dabei, dass er nicht eigenmächtig, sondern in völliger Bindung an den Vater handelt. Dies verstärkt jedoch den Tötungsbeschluss, da der Vorwurf der Sabbatschändung nun darum ergänzt wird, dass Jesus sich Gott gleichstellt (V. 18).

### Deutung
Die Perikope zeigt, wie Jesus seine Sendung und Messianität verstand, sowie die Barmherzigkeit Gottes, die das Verlorene sucht und das Verwundete und Kranke heilt. So erfüllen sich Hes 34,16  und Jes 53,6 . Sie stellen prophetische Zeichen dessen dar, dass in Gottes neuer Schöpfung Leid, Tränen, Krankheit und Schmerz überwunden werden. Jesus mit seiner Hilfe muss im Glauben angenommen werden. So wird der Mensch, der sich von Jesus helfen lässt, umfassend heil.
Jesus nimmt den spezifischen Menschen inmitten der massenhaften Not individuell wahr. Diese individuelle Wahrnehmung zeigt sich auch in der Frage Jesu, ob der Kranke gesund werden möchte: Jesus bestimmt ihn nicht zum Objekt der Heilung oder setzt seinen Genesungswunsch voraus, sondern er erfragt den Willen und zeigt damit die Möglichkeit auf, dass der Kranke nicht geheilt werden möchte, sondern zufrieden mit seinem aktuellen Leben ist. Gleichzeitig liegt in der Frage die Verheißung, dass Jesus heilen kann. So wird sie zum Aufruf des Glaubens.
Die Heilung vollzieht sich in der Perikope stets in Form des Gehorsams gegenüber dem Befehl Jesu. Der erste Befehl erfolgt in Joh 5,8 . Stärker noch als in Joh 2,7  und 4,50  handelt es sich um einen scheinbar unmöglichen, unsinnigen Befehl. Doch als schöpferischer Befehl macht er das Unmögliche, das er fordert, selbst möglich. Entscheidend ist der Glaube, der es ermöglicht, den Befehl vertrauend zu befolgen. Das Wort Jesu stellt den Menschen vor die Entscheidung. Der Akt des Glaubens vollzieht sich in der augenblicklichen Antwort des ganzen Menschen auf das gehörte Wort, nicht jedoch in Abwägungen ob die Heilung erst durch das Vertrauen ermöglicht wird. So liegen Glaube und Heilung vollständig ineinander. Im Befehl zeigt sich auch, dass die Kraft Gottes den Menschen nicht von eigener Anstrengung entbindet. Das Wunder geschieht dort, wo die Kraft Gottes und der Wille des Menschen zusammenwirken. Die Aufforderung aufzustehen weist symbolisch auf die geistliche und leibhaftige Auferstehung zum neuen Leben hin. Der zweite Befehl erfolgt in Joh 5,14 . Hier kommt die seelsorgliche Dimension in den Blick: Leib und Seele sind eine Einheit, da immer beide zugleich Hilfe brauchen, folgt auf die Heilung die Seelsorge. Auch diesem Befehl wohnt eine schenkende und schaffende Kraft inne, die bei Befolgung zu innerer Freiheit und dem Sieg über die eigene Sünde führt.
Obwohl Jesus die Heilung als „stille Wohltat“ vollzieht, wird sie zu einem Zeichen. Nach der Heilung entzieht ich Jesus den Menschen und möchte anscheinend kein Aufsehen erregen. Auch bei den Synoptikern sollen die Heilungen geheim bleiben, damit Jesus nicht in falscher Weise gesucht wird. Dennoch bricht hier ein Konflikt mit den Pharisäern auf, der sogleich an tödlichem Ernst gewinnt. Die ganze Darstellung des Johannesevangeliums ist vom sich vertiefenden Kampf Jesu mit seinem Volk und dessen Leitern bestimmt. Das herausfordernde Element der Heilung wird im Nachsatz in V. 9b genannt: Sie fand an einem Sabbat statt. Die genaue Erfüllung des Sabbatgebotes war von endzeitlicher Bedeutung, sodass Übertretungen schon in leichten Fällen mit dem Tod durch Steinigung bestraft werden konnten (Num 15,32–36 ). Schriftgelehrte hatten festgelegt, welche Arbeiten verboten und erlaubt waren. Ein Bett zu tragen zählte zu den verbotenen Arbeiten, sodass der Geheilte nach damaligem Verständnis eine schwere Sünde beging. Jesu Antwort in V. 17 führt einige Ausleger zu dem Schluss, dass Gott auch am Sabbat wirkt, weil die Welt seit dem Sündenfall nicht mehr „sehr gut“ war (vgl. Gen 1,31 ). Dass Jesus sein Wirken an Gottes Wirken bindet, bestärkt den Todesbeschluss der Pharisäer, die die große Sünde sehen, dass Jesus sich Gott gleichmacht. Dabei handelt es sich um die Versuchung, der auch Adam und Eva beim Sündenfall erlagen.
Gelegentlich wird die Erzählung auch allegorisch gedeutet.

### Liturgischer Gebrauch
In der Perikopenordnung der Evangelischen Kirche in Deutschland findet sich Joh 5,1–18  in der ersten Predigtreihe des 19. Sonntags nach Trinitatis. Das Proprium lautet „Heilung erfahren (Heilung an Leib und Seele)“. Die liturgische Farbe ist grün.

## Heilung des Gelähmten im Tempel (Apg 3,1–10)

### Einordnung
Innerhalb der Apostelgeschichte findet sich die Perikope Apg 3,1–10  im ersten großen Abschnitt „Die Apostel als Zeugen des Evangeliums in Jerusalem“ (Apg 1,15–8,3). An sie schließt eine Verkündigung im Tempel durch Petrus und Johannes an, in der sie auf die Heilung Bezug nehmen (Apg 3,11–26 ).

### Erzählung
Petrus und Johannes gingen zur 9. Stunde, also um ca. 15 Uhr zum Tempel, um eine der drei täglichen Gebetszeiten wahrzunehmen (V. 1). Diese fiel mit dem nach Ex 29,38 f  vorgeschriebenen tägliche Abendopfer zusammen. Lukas betont hier wie an anderen Stellen das treue Festhalten der Urgemeinde am jüdischen Tempel.
V. 2 berichtet, wie ein von Geburt Lahmer herbeigetragen wurde, damit er an der sogenannten „schönen Pforte“ betteln konnte. Dabei handelte es sich vermutlich um das Tor, dass den Vorhof der Heiden vom Vorhof der Frauen trennte. Andere Ausleger identifizieren das Tor mit dem Nikanortor zwischen dem Vorhof der Frauen und dem Vorhof der Israeliten. Am Tempel zu betteln war im Alten Orient Sitte, da Menschen auf dem Weg zum Gottesdienst als freigebiger galten. Dies lässt sich bis heute beobachten. Dies lässt sich insbesondere in Israel darauf zurückführen, dass Almosen als verdienstliches Werk galten und gemeinsam mit dem Beten und Fasten einen Bestandteil des Gottesdienstes darstellten. Der Lahme litt wohl, wie V. 7 vermuten lässt, an einer Schwäche der Bänder und Muskeln, und war nicht gelähmt. Als Petrus und Johannes in den Tempel eintreten wollten, bat der Lahme sie um Almosen (V. 3).
Petrus und Johannes sehen ihn an und fordern, dass er sie ebenfalls ansieht (V. 4). So stellen sie einen persönlichen Kontakt her, wo das Almosen Geben und Empfangen oft unpersönlich geschah. In der Erwartung, Geld zu bekommen, blickte der Lahme sie an (V. 5).
Petrus erklärte ihm, kein Geld zu haben, ihm jedoch alles zu geben, was er hat. Im Namen Jesu forderte er ihn auf, aufzustehen und zu gehen (V. 6). Der Zusatz ἔγειρε καὶ égeire kaì „stehe auf und“ findet sich nicht in allen Handschriften. Im Anschluss an seine Worte fasste Petrus die rechte Hand des Lahmen, richtete ihn auf und seine Füße und Knöchel wurden fest (V. 7). Laufend und springend ging der Geheilte in den Tempel und lobte Gott (V. 8). Die Intensität der Freude des Geheilten wird ausführlich beschrieben. Diese Freude treibt ihn zu Gott. Den inneren Tempelbereich durfte er als Lahmer zuvor nicht betreten.
Das Volk sah den Mann, erkannte in ihm den ehemals Lahmen und staunte und verwunderte sich (V. 9 f). Wie so oft bei Lukas führt das Wunder zur Verwunderung. Das Zeichen verlangt nach einem Wort und gleichzeitig erhält das Wort durch das Zeichen seine Aktualität und Wirklichkeitsmacht. Die Gelegenheit und Verpflichtung, dieses Wort zu sagen, nutzt Petrus im darauf folgenden Abschnitt.

### Deutung
Dass Petrus den Lahmen auffordert, in anzusehen, stärkt die persönliche Ebene und zeigt, dass die Heilung kein magisches Ereignis ist, sondern die Beteiligung des Betroffenen voraussetzt, wie auch der Gaube selbst zwar ein Geschenk ist, jedoch in der Annahme das Einverständnis des Menschen braucht.
Petrus fordert den Lahmen auf ἐν τῷ ὀνόματι Ἰησοῦ Χριστοῦ τοῦ Ναζωραίου en tô onómati Iēsoû Christoû toû Nazōraíou „im Namen Jesu Christi, des Nazoräers“. Hier vollzieht sich die Namensänderung von „Jesus von Nazaret“ zu „Jesus Christus von Nazaret“. Darin vereinen sich Gottessohn („Christus“) und irdische Geschichte („Nazaret“). Um den Namen Jesu geht es im Fortgang des Abschnitts: Die grundlegende Linie von Apg 3–5  ist die machtvolle Wirkung des Namens Jesu als klarer Beweis für seine Person. Jesus konnte durch sein eigenes Wort die Wirklichkeit verändern. Die Jünger können dies nur, indem sie deutlich machen, wessen Vollmacht hinter dem Wort steht. So bezeichnet die Formel die Vollmacht, die hinter dem Reden und Handeln des Menschen steht. Sie vergegenwärtigt den Namensträger in seiner ganzen Kraft und Bedeutung. Damals erlebten die Menschen dies noch unmittelbarer. Der Name konnte dabei zu einer Zauberformel werden.
Auf die Aufforderung des Petrus hin werden keine Überlegungen des Lahmen genannt. Es ist davon auszugehen, dass er keine Glaubensüberlegungen anstellt und noch keinen rettenden Heilsglauben hat. Dennoch folgt er dem aufrichtenden Griff des Petrus. Der sich darin vollziehende Glaube führte zur Heilung. Dieser Glaubensgehorsam entspricht dem Glaubensgehorsam, der auch das wesensmäßige Kennzeichen des Heilsglaubens darstellt. Dort führt er nicht zur Heilung von Kranken, sondern macht aus Sündern geliebte Kinder Gottes. Echter Glaube besteht immer im Zugreifen und Handeln des Menschen, der darin die Wirklichkeit dessen erfährt, was Gott in seinem Wort fordert und zugleich gibt. Petrus hilft dem Lahmen, den ersten Schritt im Glauben zu tun, indem er ihm aufhilft. Dem zugesprochenen Wort folgt die Tat, die den Kranken mit seinem aufkeimenden Glauben nicht allein lässt. Auch Petrus folgte in seiner Tat gehorsam glaubend dem Wink Gottes, ohne die Folgen dieser Tat zu bedenken.
In Apg 3,16  erklärt Petrus, dass die Heilung nicht durch ihn geschah, sondern durch „seinen Namen“ Jesus Christus und den Glauben an ihn. Dabei wird deutlich, dass Objekt und Subjekt, nämlich Name und Glaube, unlöslich miteinander verflochten sind.

### Liturgischer Gebrauch
In der Perikopenordnung der Evangelischen Kirche in Deutschland findet sich Apg 3,1–10  in der ersten Predigtreihe des 12. Sonntags nach Trinitatis. Das Proprium lautet „Heil werden (die große Krankenheilung)“. Die liturgische Farbe ist grün.